# Schloss La Bastie d’Urfé

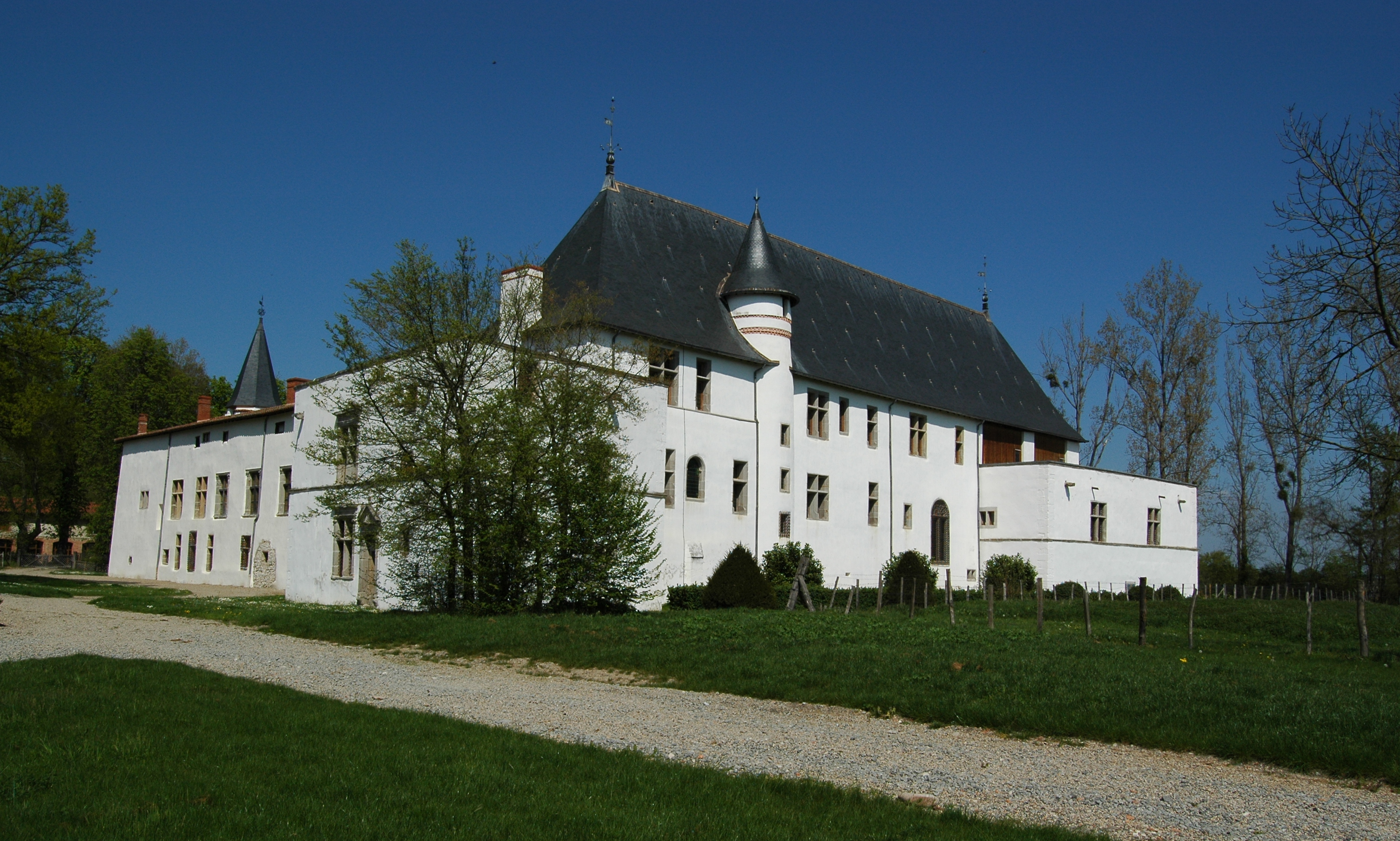
Schloss La Bastie d’Urfé, Ansicht von Südwesten

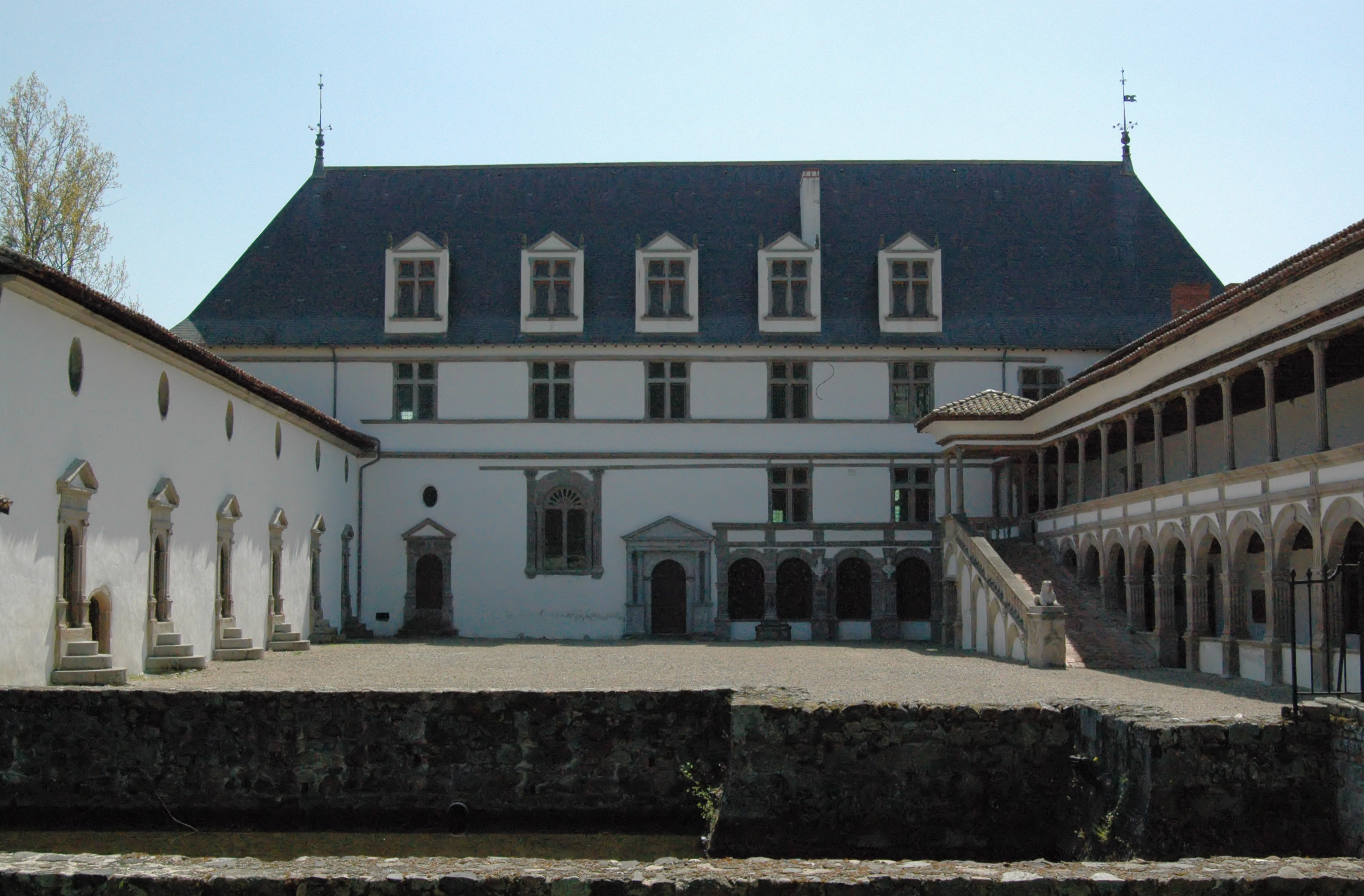
Ansicht von Norden

Das Schloss La Bastie d’Urfé (französisch Château de la Bastie d’Urfé), auch Schloss La Bâtie d’Urfé geschrieben, ist eine französische Schlossanlage in der Gemeinde Saint-Étienne-le-Molard im Département Loire. Die Anlage im Stil der Renaissance gehört zu den Loire-Schlössern und erhielt ihr heutiges Aussehen im 16. Jahrhundert durch Umbauten unter Claude d’Urfé, dem Großvater des Autors Honoré d’Urfé. Ihre Wurzeln liegen jedoch in einem festen Haus aus dem 14. Jahrhundert. Nach Aussterben der Eigentümerfamilie ging das Anwesen von Hand zu Hand, es diente ab 1872 zum Teil sogar als Fabrik. Ende des 19. Jahrhunderts verkaufte der damalige Eigentümer große Teile der kostbaren Innenausstattung an einen Antiquitätenhändler, von dem die Stücke an diverse Sammler weiterverkauft wurden. 1909 erwarb die Gesellschaft für Geschichte und Archäologie des Forez La Diana die dreiflügelige Anlage samt Vorburg und bewahrte sie damit vor dem schon beschlossenen Abriss. Am 25. Oktober 1912 wurde das gesamte Anwesen als Monument historique klassifiziert und steht damit unter Denkmalschutz. Seit 2007 ist der Generalrat des Départements Loire für Unterhalt und Verwaltung zuständig. Er hatte seit 1990 umfangreiche Restaurierungen und Wiederherstellungsmaßnahmen unternommen. Das Schloss kann im Rahmen einer Führung besichtigt werden, der Schlossgarten ist kostenlos für jedermann zugänglich.

## Geschichte

### Anfänge
Schon im 11. Jahrhundert stand am Ort des heutigen Schlosses am Ufer des Lignon du Forez eine Scheune, die der Priorei von Champdieu gehörte. Diese tauschte das Gebäude mit Jean de Marcilly gegen anderen Besitz. Von Jean kam das Gebäude über seinen Bruder Pierre an dessen Tochter Marguerite. Durch ihre Heirat mit Arnoul d’Ulphé kam der Besitz 1270 an dessen Familie, durch die er seinen heutigen Namen erhielt: La Bastie d’Urfé. Ihren Stammsitz hatte die Familie auf der rund 23 Kilometer entfernten Burg Urfé bei Champoly. Als Arnoul Eigentümer von La Bastie wurde, handelte es sich lediglich um ein einfaches Landhaus mit Lehmmauern, das 1331 erstmals urkundlich erwähnt wurde. Die Familie Urfé befestigte das Anwesen mit Wassergräben und einer Zugbrücke und baute es somit zu einem gotischen festen Haus aus. Zu Beginn des 15. Jahrhunderts gab sie ihre alte Stammburg auf und zog gänzlich nach La Bastie d’Urfé, nachdem Guichard d’Ulphé 1408 vom Herzog Louis II. de Bourbon zum Baillie des Forez ernannt worden war. Das Amt wurde in der Folgezeit von einer Generation zur nächsten weitervererbt. Guichards Nachkomme Pierre II. (1430–1508) machte Karriere am französischen Hof und wurde in den Michaelsorden aufgenommen sowie 1484 zum Großstallmeister von Frankreich ernannt. Er war das erste Mitglied seiner Familie, das die Schreibweise seines Namens in d’Urphé änderte. Pierre II. ließ sich 1483 dauerhaft in La Bastie d’Urfé nieder und baute das schlichte Manoir seiner Vorfahren vollständig um. Die anschließend zweiflügelige Anlage war allseitig von einer zinnenbewehrten Ringmauer umgeben, und ein wuchtiger Vierecksturm an der Nordwestecke beschützte die daneben liegende Zugangsbrücke. Der Burgherr war in zweiter Ehe mit Antoinette de Beauvau, Tochter von Pierre II. de Beauvau, dem Seneschall von Lothringen, verheiratet. Sie kaufte diverse Besitzungen an und vergrößerte damit die bis dahin recht kleine Seigneurie.

### Aus- und Umbau im Stil der Renaissance

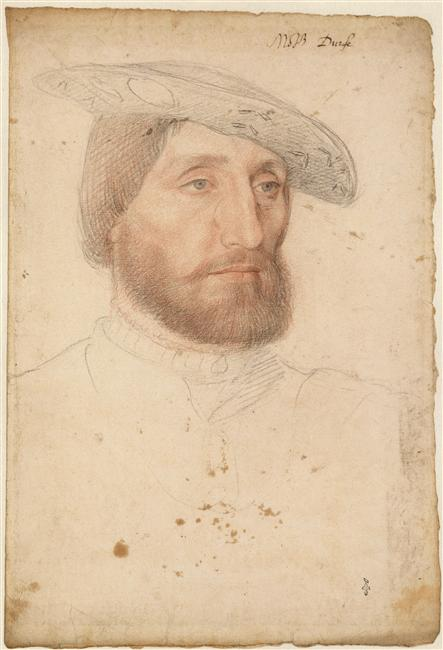
Claude d’Urfé baute La Bastie im Stil der Renaissance aus; Porträt von Jean Clouet, um 1540

Pierres einziger Sohn Claude folgte seinem Vater nach dessen Tod 1508, damals siebenjährig, als Seigneur von La Bastie d’Urfé nach. Claude wuchs am französischen Königshof auf und war ein enger Freund Franz’ I. 1535 zum Baillie des Forez ernannt, war er von 1546 bis 1550/51 zuerst Frankreichs Vertreter auf dem Konzil von Trient und anschließend französischer Botschafter beim Papst in Rom. Ab etwa 1535 ließ er die Anlage seines Vaters im Stil der französischen und italienischen Renaissance zu einem Schloss aus- und umbauen. Als leitender Maurermeister fungierte Antoine Jonyllon. Claude ließ dem westlichen Flügel eine zweigeschossige Galerie vorsetzen und im Erdgeschoss des Logis ab 1548 eine reich ausgestattete Schlosskapelle sowie eine Grotte einrichten. Durch den Bau eines Ostflügels ließ er das Schloss um 1555 zu einer hufeisenförmigen Dreiflügelanlage erweitern. Zu gleicher Zeit entstand auch ein bastionierter Turm an der Südwestecke des Schlosses. Außerdem ließ Claude d’Urfé westlich der Anlage einen ausgedehnten Renaissancegarten anlegen. 1550/51 war er nach Frankreich zurückbeordert worden, um das Amt des Hofmeisters des französischen Thronfolgers Franz zu übernehmen. Aus Italien brachte er nicht nur eine Vorliebe für die italienische Renaissance mit, sondern auch das Gedankengut des Humanismus, was sich im architektonischen Dekor und in der Einrichtung seines Schlosses niederschlug. So richtete er zum Beispiel eine 4600 Bücher umfassende Bibliothek ein, zu der auch 200 wertvolle Handschriften zählten.
Claudes ältester Sohn Jacques I. aus seiner Ehe mit Jeanne de Balzac trat 1558 das Erbe seines Vaters an. Er nahm jedoch keine Aus- und Umbauten mehr am Schloss vor, lediglich ein Gartentempel stammt von ihm. Am 23. Mai 1554 heiratete er in Compiègne Renée de Savoie, Enkelin René de Savoies, Halbbruder der Königsmutter Louise de Savoie. Einer der neun Söhne des Paars war der Autor Honoré d’Urfé, der das Schloss und den Forez mit seinem Schäferroman L’Astrée berühmt machte. Er wuchs in La Bastie d’Urfé auf und ließ sich um 1584 dort nieder, um den Schäferroman zu schreiben, jedoch war nicht er Eigentümer der Anlage, sondern sein älterer Bruder Anne. Dieser lebte – wie sein Vater Jacques auch – mehrheitlich in Paris und nutzte das Landschloss der Familie lediglich zu Kurzaufenthalten. Auch er nahm keine baulichen Veränderungen oder Modernisierungen an der Anlage vor, was auch an den zunehmenden finanziellen Schwierigkeiten der Familie gelegen haben könnte.

### Allmählicher Verfall

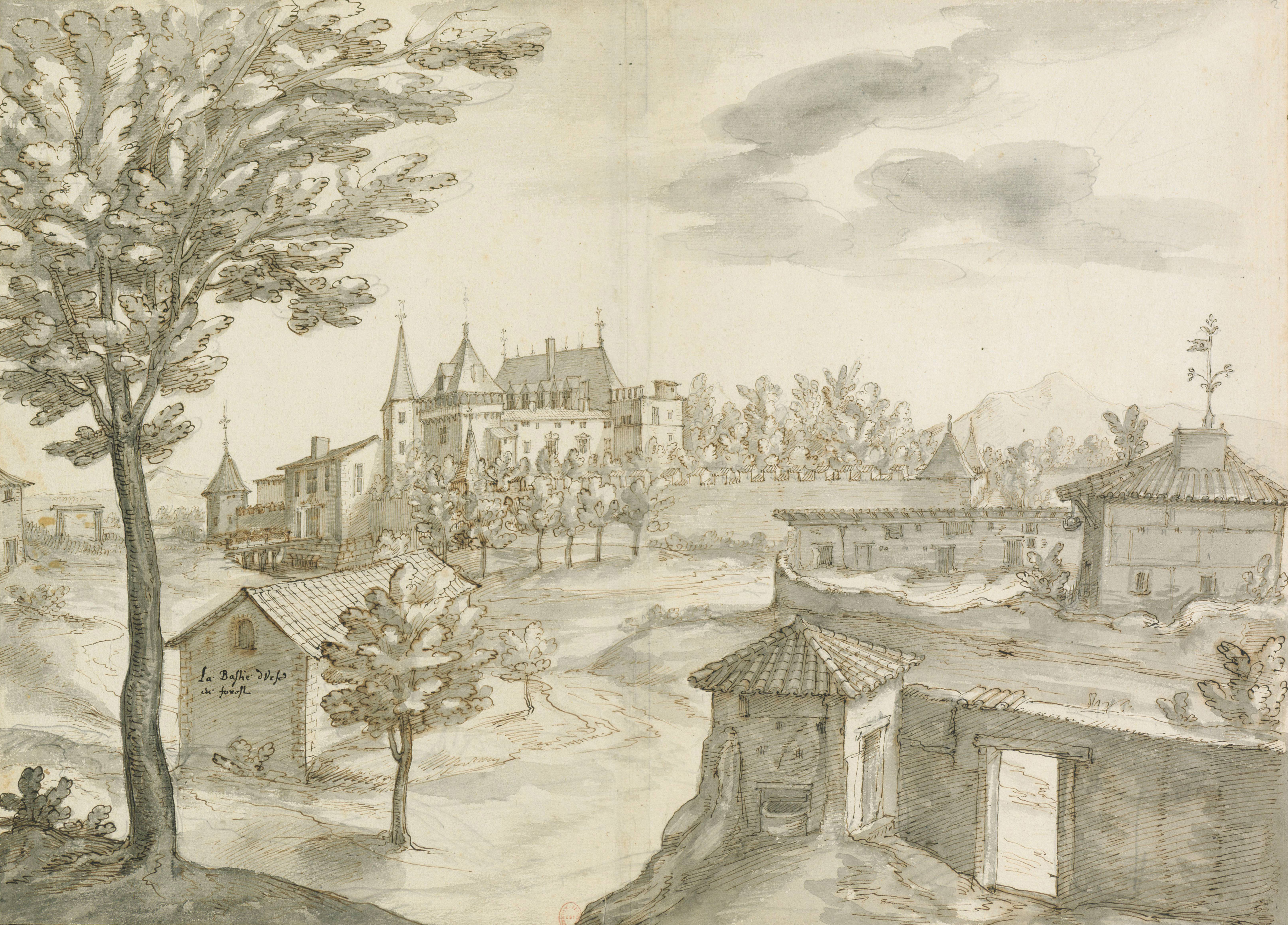
Vogelschau des Schlosses von Étienne Martellange, 1611

1578 wurde die Seigneurie zum Marquisat erhoben. Anne d’Urfé übertrug dieses 1596 gemeinsam mit dem Schloss an seinen Bruder Jacques II. und wurde Mönch in Lyon. Von Jacques II. kam der Besitz an seinen Sohn Charles-Emmanuel, der ab 1627 die Bailliage des Forez innehatte. Er heiratete 1633 Marguerite d’Alègre aus einem Geschlecht des auvergnatischen Hochadels. Das Paar ließ im Schlossinneren einige Umgestaltungen vornehmen, wovon ihre Wappen in einigen Räumen künden. Als Jacques II. am 11. November 1685 starb, hinterließ er zwar sechs Söhne, doch nur einer von ihnen, Joseph-Marie, heiratete. Bei seinem Tod am 13. Oktober 1724 hinterließ er keine Kinder, womit die Familie im Mannesstamm erlosch. Danach war das Schloss eine Weile unbewohnt. Über Joseph-Maries Schwester Françoise kam das Urfé-Erbe an deren Enkel Louis-Christophe de La Rochefoucauld, Marquis de Langeac, der den Namen seiner neuen Besitzungen annahm. Als er am 7. Januar 1734 verstarb, hinterließ er aus seiner Ehe mit Jeanne Camus de Pontcarré nur zwei Töchter. Die ältere von ihnen, Adélaïde-Marie-Thérèse, erbte das Schloss. Gegen den Willen ihrer Mutter heiratete sie am 7. Mai 1754 Alexis-Jean, Marquis du Chatelet-Fresnière. Das frisch vermählte Paar wählte La Bastie d’Urfé als Wohnsitz. Dort kam am 3. November 1759 der Sohn Achille zur Welt. Das Paar hatte allerdings große finanzielle Probleme. Es ging nach Paris, um seine Geldangelegenheiten zu ordnen. Dort wurden die beiden von ihren Gläubigern festgesetzt und zur Herausgabe allen Besitzes gezwungen, der sich zu Geld machen ließ. Auch ihr Schloss wurde gepfändet. Adélaïde und ihr Mann verbrachten die letzten Jahre ihres Lebens völlig verarmt in Paris. Ihr in La Bastie d’Urfé zurückgelassener Sohn wurde zur Erziehung in ein Kloster gegeben. Nach dem Tod seiner Eltern sorgte seine Großmutter Jeanne Camus de Pontcarré für seine weitere Ausbildung. Er kämpfte im Amerikanischen Unabhängigkeitskrieg und wurde wegen allzu freien Gedankenguts nach seiner Rückkehr nach Frankreich inhaftiert. Dort beging er am 20. März 1794 im Gefängnis Selbstmord.

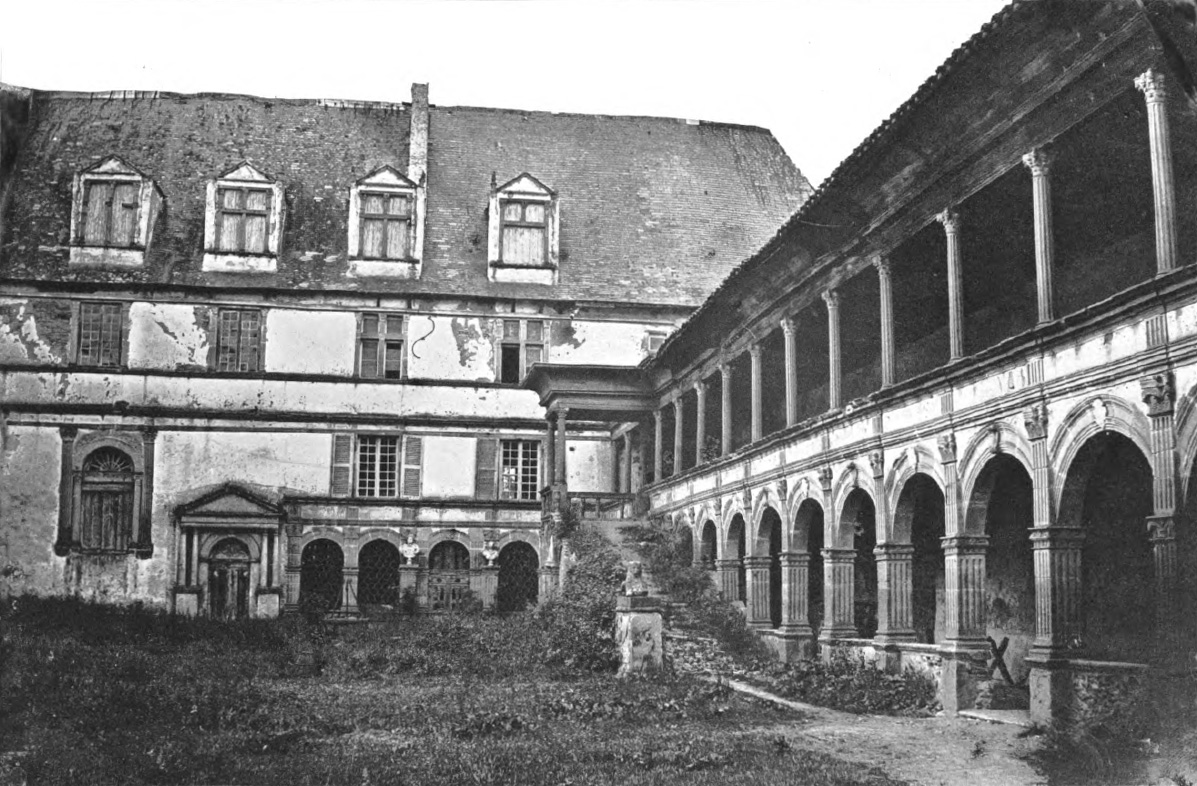
Logis und Westflügel, 1858

Die gepfändete Schlossanlage wurde 1764/1765 von François Louis Hector, Marquis de Simiane erworben. Er ließ die Wohnräume im ersten Obergeschoss renovieren, verkaufte das Anwesen aber 1778 für angeblich 500.000 Livres an Louis François Germain Puy de Mussieu. Auch dieser nahm den Namen seines neuen Eigentums an und nannte sich fortan de La Bâtie. Er wurde 1794 während der Französischen Revolution erschossen. Das Schloss wurde jedoch nicht – wie viele andere Adelssitze in jener Zeit – konfisziert, lediglich sein Inventar wurde im Mai 1794 öffentlich versteigert. Die Nachfolge als Eigentümer von La Bastie d’Urfé trat Louis’ Sohn Pierre an, der 1836 aus finanziellen Gründen dazu gezwungen war, das Schloss an die Witwe von Jean-Baptiste Nompère de Champagny, dem Herzog von Cadore und Minister Napoleon Bonapartes, zu veräußern. Ihre Familie hatte vor, das Schloss zu restaurieren, doch dazu kam es nie. Anstatt dessen begnügte man sich mit den nötigsten Reparaturen und der Wiederherstellung der Kapellenfenster. Die Erben des 1870 verstorbenen Louis Alix de Nompère de Champagny wollten das Anwesen nicht behalten und verkauften es 1872 an den Anwalt und Bankier Verdolin aus Montbrison. Er zerstückelte den zum Anwesen gehörenden Landbesitz und verkaufte die einzelnen Teile weiter. Die Schlossgebäude waren derweil völlig heruntergekommen. Verdolin ließ die bastionierten Ecktürme an der Südseite des Logis bis auf das erste Obergeschoss abreißen und richtete in einem Teil der Vorburggebäude eine Stärkefabrik ein. Doch die Geschäfte gingen schlecht, und so begann er ab Februar 1874 die kunsthistorisch wertvolle Ausstattung des Schlosses zu verkaufen, darunter die komplette Inneneinrichtung der Schlosskapelle, diverse mit Schnitzereien verzierte Türen, eine marmorne Sphinx-Statue sowie die Täfelung der unteren Galerie im Westflügel des Schlosses. Die Einnahmen aus diesen Verkäufen konnten ihn aber nicht vor dem Ruin retten. 1884 war er konkurs, und La Bastie d’Urfé wurde versteigert. Käufer war Jean-Baptiste Courtin de Neufbourg, Eigentümer des Schlosses Beauvoir. Er schmiedete erneut Pläne zur Restaurierung der Anlage, doch auch diese kamen nicht zur Ausführung. Sein Sohn Louis versuchte, die ruinösen Gebäude ab 1907 zu veräußern, doch konnte er keinen Käufer dafür finden. Ende des Jahres 1908 hatte der Schlossherr deshalb bereits ein Unternehmen damit beauftragt, die Gebäude abzureißen.

### Rettung, Restaurierung und heutige Nutzung
Der Gesellschaft für Geschichte und Archäologie des Forez La Diana gelang es, durch Spenden genügend Geld zu sammeln, um das Schloss 1909 anzukaufen und es damit vor dem Abriss zu bewahren. In den 1920er Jahren begann sie mit Hilfe des französischen Staats und des Generalrats des Départements Loire, die Anlage zu restaurieren. Nach Ende des Zweiten Weltkriegs erhielten die noch erhaltenen Gebäude neue Dächer, und es erfolgte die teilweise Wiederherstellung des vollkommen verwilderten Gartens. Außerdem kaufte die Gesellschaft Möbel im Stil der Renaissance an und erreichte die Rückkehr diverser in den 1870er Jahren verkauften Einrichtungsgegenstände ins Schloss. Ein zwischen der Organisation und dem Generalrat 1989 geschlossener Vertrag machte den Weg für eine umfassende Restaurierung und Wiederherstellung des Anwesens frei. Die Arbeiten dazu begannen 1990. Archäologische Ausgrabungen im Jahr 1993 brachten die Struktur der einstigen Renaissancegärten zum Vorschein. Anhand dieser Befunde und Dokumenten aus ihrer Entstehungszeit wurde der Parterregarten 2004 rekonstruiert und sein Wegesystem wiederhergestellt. 2008 folgte die Restaurierung der Grotte im Logis. Zwischen 2001 und 2007 investierte der Generalrat 1.140.000 Euro in die Schlossanlage. Im Januar 2007 änderten er und La Diana ihre Vereinbarung dahingehend, dass der Generalrat seither allein für Pflege, Unterhalt und Verwaltung von La Bastie d’Urfé verantwortlich ist. Im Gegenzug wird das Schloss am 1. Januar 2039 für den Preis von einem symbolischen Euro Eigentum des Départements Loire. Lediglich die Inneneinrichtung bleibt Eigentum der Gesellschaft für Geschichte und Archäologie des Forez.
Im Sommer findet alljährlich im Schlosshof ein Kultur- und Theaterfestival statt. Von 2001 bis 2010 trug es den Namen Les Nuits de la Bâtie d’Urfé (deutsch Die Nächte von La Bâtie d’Urfé). Nach Änderung des Konzepts und Ausweitung des Festivals auf das gesamte Département heißt es nun L’Estival d’Urfé. Dabei finden auf dem Schlossareal und in den Gemeinden des Départements Loire einen Monat lang Vorführungen von Musikern, Tänzern, Schauspielern und Akrobaten sowie Veranstaltungen zu Kulturdenkmälern statt.

## Verbleib der kostbaren Ausstattung
Ein Großteil der von Verdolin verkauften Ausstattungsstücke ging an den Lyoneser Antiquitätenhändler Derriaz, der sie an die beiden Pariser Sammler Émile Peyre und Alfred Beurdeley weiterveräußerte. Weitere Kunden Verdolins waren der Graf Jean-Baptiste Courtin de Neufbourg sowie einige Museen.

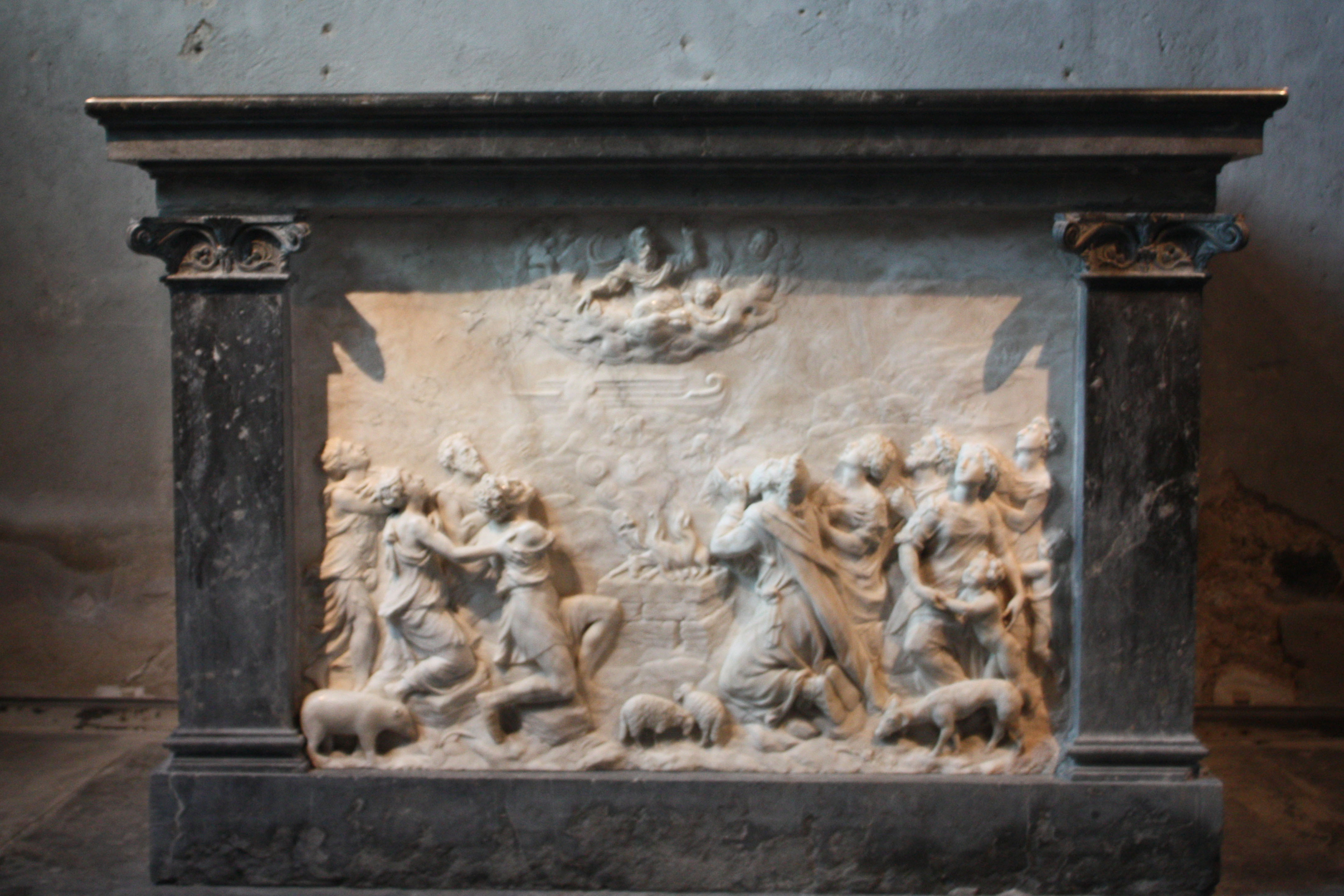
Frontrelief des Altars

Émile Peyre erwarb im Dezember 1874 fast die komplette Ausstattung der Schlosskapelle. Dazu zählten nicht nur elf Gemälde von Girolamo Siciolante, der mit marmornen Flachreliefs verzierte Altar (für 12.000 Francs) und das Podest des Weihwasserbeckens, sondern auch ein Großteil der emaillierten Bodenfliesen sowie eine 37 Teile umfassende Täfelung aus Walnussholz mit Marketerien aus verschiedenen anderen Holzarten. Sie wurde um 1547/1548 von dem italienischen Künstler und Mönch Fra Damiano da Bergamo (Damiano di Antoniolo de Zambelli) und seinen Mitarbeitern im Kloster San Domenico in Bologna gefertigt. Ein Paneel aus dem Oratorium der Kapelle mit einer Darstellung der Entsendung des Heiligen Geistes stammt von dem Veroneser Francesco Orlandini. Bei dem Ensemble handelt sich um eine der umfangreichsten und vollendetsten Garnituren von Wandpaneelen mit Marketerien aus dem renaissancezeitlichen Frankreich. Die Paneele zeigen abwechselnd religiöse Szenen, Landschaften und Architektur sowie geometrische Figuren. Die Entwürfe dazu stammen von Jacopo Barozzi da Vignola. Peyre zahlte 29.000 Francs für die Vertäfelung und ließ sie 1882 in seinem Pariser Haus in einem speziellen Sammlungsraum anbringen, in dem er auch die übrigen Stücke aus dem Schloss versammelte. In den 1880er Jahren dachte er daran, das Ensemble an La Diana zu verkaufen, damit es wieder in der Schlosskapelle installiert werden könnte, doch dieser Plan wurde nicht realisiert. 1898 verkaufte der Sammler das 1,50 mal 1,03 Meter große Altarretabel und die Täfelung für 85.000 Francs an den amerikanischen Architekten Stanford White, der sie 1898 im New Yorker Stadthaus des Politikers William Collins Whitney installieren ließ. Die Erben von dessen Schwiegertochter Gertrude, geborene Vanderbilt, schenkten die Täfelung 1942 dem Metropolitan Museum of Art in New York. Die übrigen Stücke aus La Bastie d’Urfé – mit Ausnahme der Bodenkacheln – vermachte Émile Peyre der Organisation Union centrale des arts décoratifs, die sie im Musée des Arts décoratifs in Paris zeigte. Auf Bitte von La Diana kamen sie 1949 wieder zurück an ihren Ursprungsort. Dazu gehörte auch die von Peyre restaurierte Sphinx-Statue, die wieder auf ihrem angestammten Ort aufgestellt wurde, und der Altar der Kapelle. Dieser ist das Werk eines unbekannten Künstlers und zeigt an der Stirnseite ein 0,81 mal 1,15 Meter großes Flachrelief aus weißem Marmor mit der Darstellung von Noahs Opfer nach der Sintflut. Die beiden Seiten des Altars aus rotem Marmor sind ebenfalls mit Reliefs besetzt. Sie zeigen David, wie er den Kopf Goliats abschneidet, und die Teilung des Roten Meers. Beide weisen eine Größe von jeweils 0,81 mal 0,79 Meter auf.

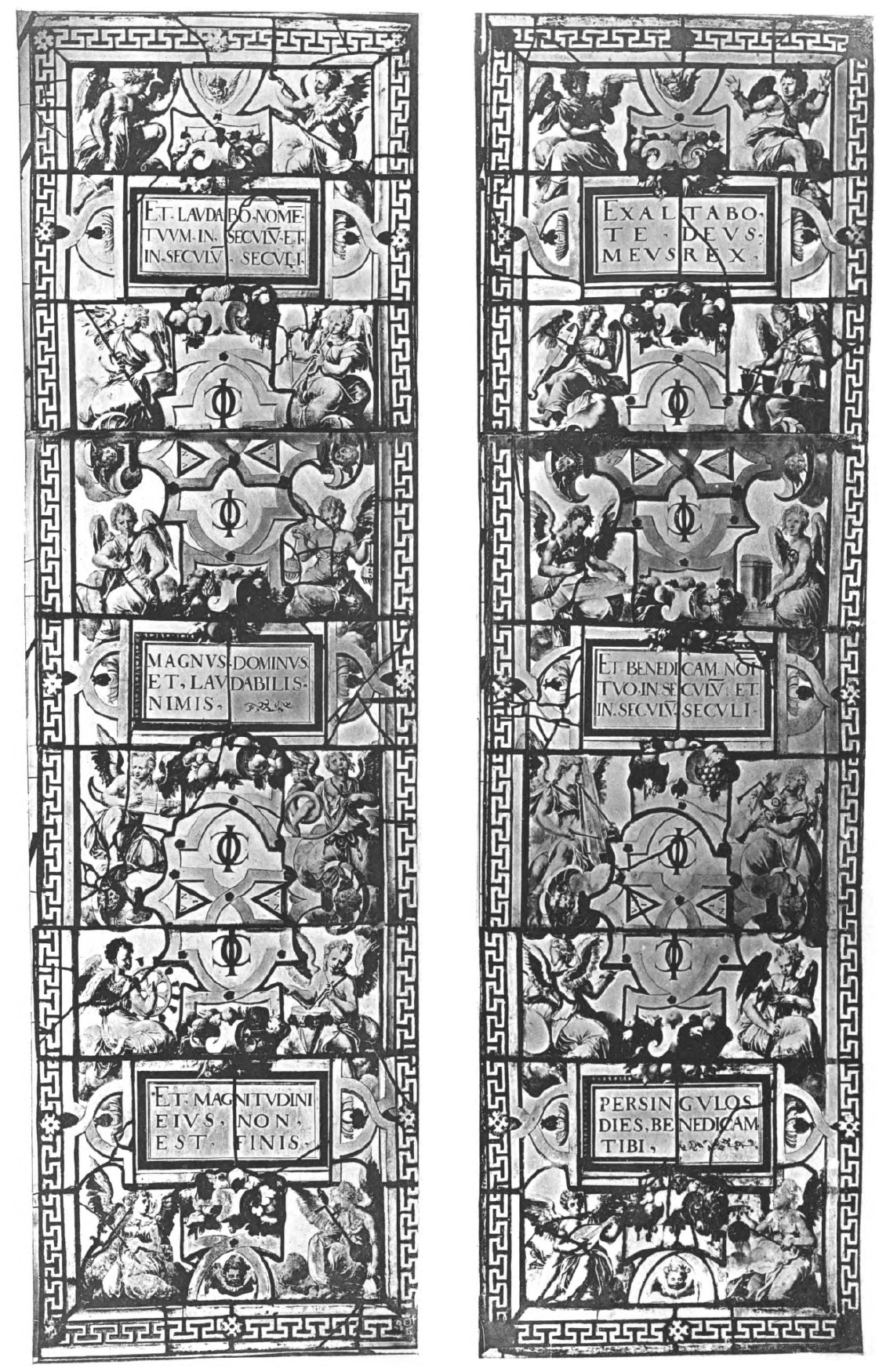
Verglasung der Kapellenfenster, 1858

Der Pariser Sammler und Händler Alfred Beurdeley sicherte sich aus dem Derriaz-Angebot das mit Emailfliesen belegte Altarpodest, die reich verzierte Kapellentür sowie die hölzerne Tür zur Grotte und die 1557 angefertigten Buntglasfenster der Schlosskapelle. Letztere veräußerte er an Adolph Carl von Rothschild, der sie gemeinsam mit ähnlichen Fenstern aus dem Schloss Écouen in seinem Pariser Hôtel particulier installieren ließ. Sie zeigen singende und Musikinstrumente spielende Engel, dazu Kartuschen mit den Initialen Claude d’Urfés und seiner Frau Jeanne de Balzac, einige Verse sowie die Inschrift VNI. 1949 waren die 1,03 Meter breiten und über 2,40 Meter hohen Verglasungen im Schloss Ferrières eingebaut. 1974 gehörten sie dem Pariser Sammler Jean de Vaivre. Danach verliert sich ihre Spur. Möglicherweise befinden sie sich heute im Schloss de La Vaivre im Burgund. Adolph Carls Cousin Gustave kaufte Beurdeley die Tür zu Grotte sowie die beiden Flügel der Kapellentür ab. Den hölzernen Sturzaufsatz behielt Beurdeley für sich. Er konnte 1990 durch den Generalrat des Départements Loire angekauft und ins Schloss zurückgebracht werden. Die Türblätter kamen 2001 in den Besitz des französischen Staats, der sie ebenfalls nach La Bastie d’Urfé transferierte. Das Podest des Kapellenaltars schenkte Beurdeley 1880 dem Louvremuseum.
Der etwa aus 2800 Emailfliesen bestehende Kachelboden der Schlosskapelle stammte aus der Werkstatt von Masséot Abaquesne in Rouen. Von ihm waren auch die Fliesen, die Anne de Montmorency für sein Schloss Écouen in Auftrag gegeben hatte. Der Fußboden wiederholte das komplizierte Muster der Gewölbedecke sowie die Initialen der damaligen Schlosseigentümer. Nach seiner Entfernung aus der Kapelle wurde er von Derriaz portionsweise verkauft und damit in alle Winde verstreut. Heute finden sich Teile davon im Musée national du Moyen Âge im Pariser Hôtel de Cluny, im Musée national de la Renaissance im Schloss Écouen, im Keramikmuseum von Rouen sowie in weiteren Museen in Grenoble und Lyon. Andere Ausstattungsstücke aus der Kapelle, die Glocke sowie ein ovales Weihwasserbecken aus rotem Porphyr, erwarb Jean-Baptiste Courtin de Neufbourg für sein Schloss Beauvoir im benachbarten Arthun.
Der Bestand der großen von Claude d’Urfé eingerichteten Bibliothek wurde bereits nach dem Tod der letzten Marquise von Urfé nach Paris gebracht und dort Stück für Stück verkauft. Bis heute konnten erst 200 der ehemals rund 4600 Bücher in Europa ausfindig gemacht werden.

## Beschreibung

### Lage

Lageplan der Schlossanlage

Das Schloss steht im Département Loire der Region Auvergne-Rhône-Alpes im Südwesten von Frankreich. Am südwestlichen Ortsrand von Saint-Étienne-le-Molard gelegen, befindet es sich damit zugleich im Tal des Lignons, eines Nebenflusses der Loire, weniger als 600 Meter nördlich seines Ufers. Der Hauptort des Départements, Saint-Étienne, liegt rund 38 Kilometer südlich, die zweitgrößte Stadt, Roanne, ist mit etwa 34 Kilometer Entfernung in nördlicher Richtung ungefähr gleich weit entfernt. Obwohl die Anlage mehr als 10 Kilometer Luftlinie vom Oberlauf der Loire entfernt ist, zählt sie trotzdem zu den zahlreichen Schlössern der Loire.

### Architektur
Die Schlossanlage besteht aus einem dreiflügeligen Hauptschloss in Hufeisenform und einer nördlich vorgelagerten Vorburg mit zwei Wirtschaftsgebäuden. In der Bausubstanz mischen sich die Merkmale von französischer und italienischer Renaissance. Westlich der Gebäude befindet sich ein rekonstruierter Renaissancegarten. Südlich des Schlosses liegt eine Grünfläche, die einst ebenfalls zum Garten gehörte. Früher war das Hauptschloss allseitig von einem Wassergraben umgeben, der durch einen Kanal vom Lignon gespeist wurde. Heute ist davon nur noch ein Teil an der Nordseite erhalten, die übrigen Grabenabschnitte wurden verfüllt. Zusätzlich umgaben weitere Kanäle das gesamte Anwesen und stellten so unter anderem die Wasserversorgung für die Gartenanlagen sicher.
Der Zugang zum Schloss erfolgt von Norden über den Vorburgbereich, dessen Gebäude im Norden und an der Ostseite stehen. Von dort führt eine steinerne Brücke zum Hauptgebäude. Sie befindet sich genau an der Stelle, wo bis 1620 eine Zugbrücke existierte. Sie führte zu einem befestigten Torbau, der gemeinsam mit einem Rundturm an der Nordostecke und der nördlichen Ringmauer niedergelegt wurde. Der mittelalterliche Vierecksturm, der einst den Zugang über die Brücke bewachte, wurde zum Teil abgetragen und sein übrig gebliebener Stumpf in den Westflügel des Hauptschlosses integriert. Der dazugehörige Treppenturm mit einer Wendeltreppe im Inneren ist noch an der Stirnseite des Flügels erhalten.

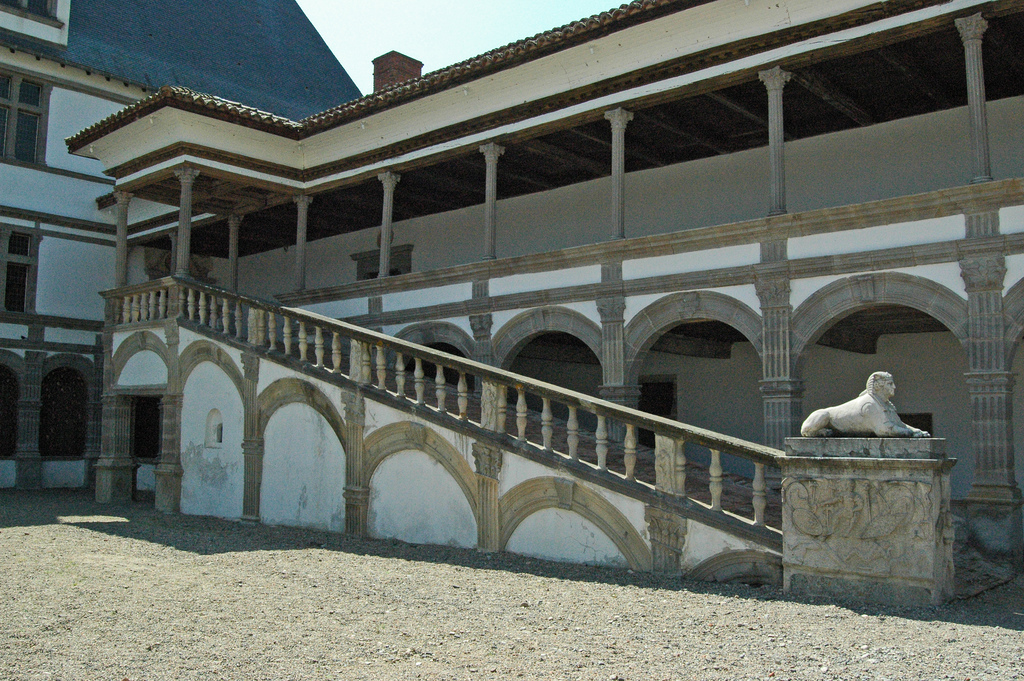
Galerien des Westflügels mit der Zugangsrampe

Die drei Gebäudetrakte des Schlosses umschließen einen Ehrenhof, der an der Nordseite vom Rest des einstigen Wassergrabens begrenzt ist. Der eingeschossige Ostflügel, Corps de logis des gardes genannt, besitzt ein flaches, mit roten Dachpfannen gedecktes Satteldach und ist sehr schlicht gehalten. Er diente anfänglich zur Unterbringung von Soldaten und später als Lager. Seine 45 Meter breite Fassade besitzt sechs rundbogige Eingänge, die von Pilastern flankiert und von einem Dreiecksgiebel bekrönt sind. Darüber findet sich jeweils ein Ochsenauge. Der gegenüberliegende, höhere Westflügel ist von italienischen Vorbildern inspiriert. Ihm ist an der Hofseite eine zweigeschossige, 48,7 Meter lange und 3,3 Meter tiefe Galerie vorgesetzt. Im Erdgeschoss besteht sie aus elf 2,3 Meter breiten Arkadenbögen, die auf kannelierten, korinthischen Pfeilern ruhen. Diese sind 1,5 Meter hoch und besitzen eine Seitenlänge von 40 Zentimetern. Die Schlusssteine der Bögen zeigen Agraffen, Akathusornamente oder das Urfé-Wappen. Die Galerie des Obergeschosses besitzt Loggia-Charakter und ist bei einer Tiefe von 3,55 Metern 41,1 Meter lang. Ihre kannelierten, 2,3 Meter hohen Säulen sind mit korinthischen Kapitellen ausgestattet. Die Galerie ist über eine 17,6 Meter lange Rampe mit Baluster-Brüstung erreichbar, an deren ebenerdigem Beginn als Symbol der Wissenschaft eine Sphinx-Statue steht. Sie trägt auf ihrer Brust die lateinische Inschrift Sphingem habe domi, für die es zahlreiche mögliche Übersetzungen gibt. Denkbar wären zum Beispiel „Das Geheimnis ist dem Eingeweihten vorbehalten“, „Behalte dein Geheimnis für dich“ oder „Bewahre dein Geheimnis in deinem Herzen“. Die Statue ruht auf einem 1,52 mal 0,6 Meter messenden, 1,3 Meter hohen Steinsockel, der hieroglyphenartige Zeichen zeigt. Diese sind eine mit Fehlern behaftete Kopie aus dem Werk Cosmographie de Levant des Mönchs André Thevet. Die Rampe endet auf einem der Galerie vorgebauten Absatz, der von einem Pyramidendach bedeckt ist und eine hölzerne Kassettendecke mit skulptierten Balken besitzt. Auf der Dachspitze stand früher einmal eine Statue aus Bronze, die aber 1793 während der Französischen Revolution – wie viele andere Dinge aus diesem Material und allerorten – abgebaut und eingeschmolzen wurde, um Material für den Bau von Kanonen zu gewinnen.

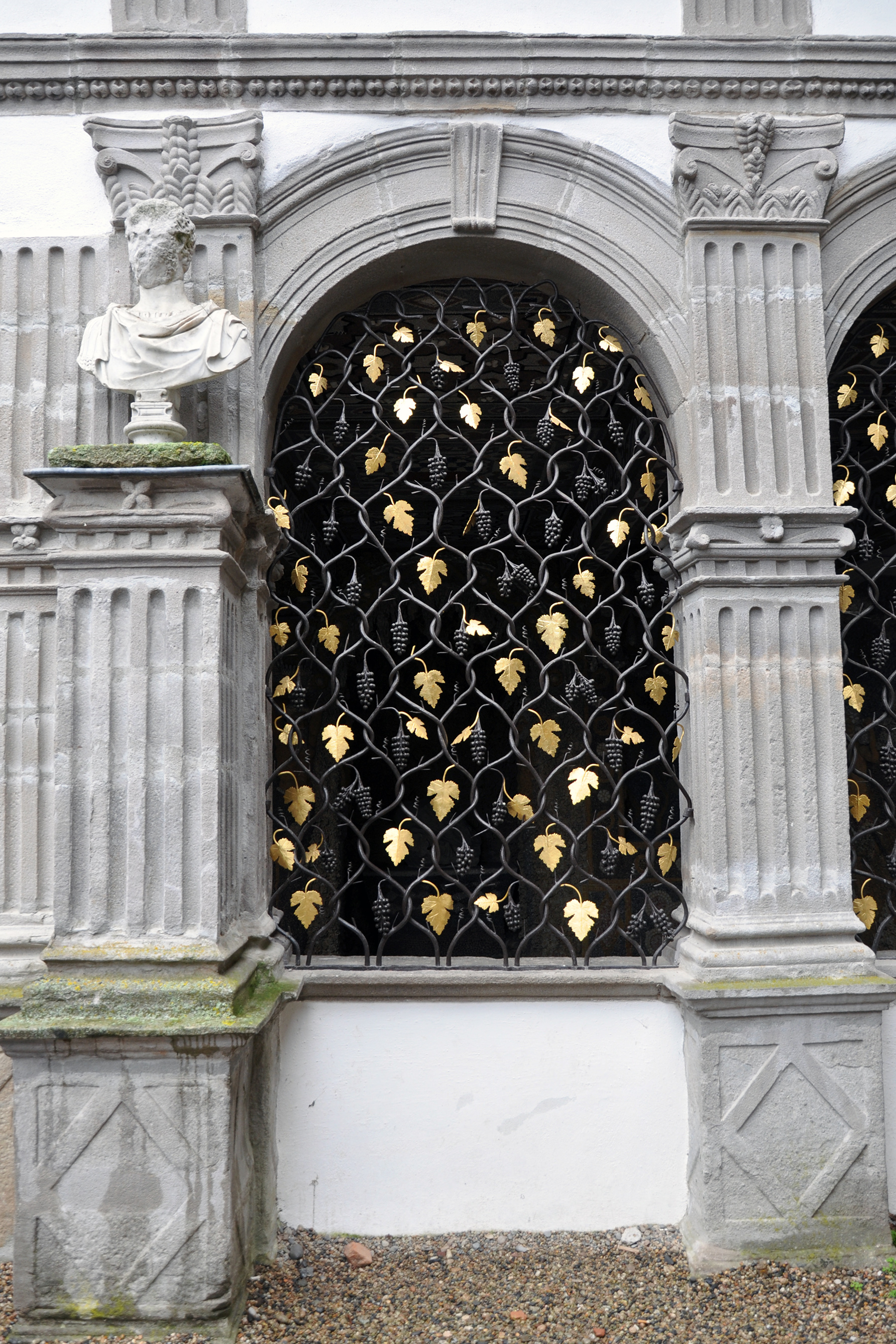
Fenster der Grotte

Die weiß verputzte Fassade des mittleren Schlosstraktes gehört zum dreigeschossigen Logis mit Schieferdach und ist mit 26 Metern Breite schmaler als die der beiden Seitenflügel. Sie zeigt im Erdgeschoss neben fünf arkadenartig aneinandergereihten Rundbogenfenstern, die zur Grotte gehören, ein 2,98 Meter hohes Kapellenfenster. Außerdem finden sich dort das rundbogige Portal zur Kapelle aus der Zeit um 1540 und ein Nebeneingang, dessen Aussehen dem der Ostflügeltüren gleicht. Dieses ist an beiden Seiten von zwei korinthischen Säulen flankiert, die einen Dreiecksgiebel mit Inschriften in Hebräisch, Griechisch und Latein tragen. Der Schlussstein des Rundbogens zeigt das Wappen Claude d’Urfés umgeben von der Kette des Michaelsordens. Das mittlere der Grottenfenster war früher einmal eine Türe. Es ist von kannelierten Pfeilern flankiert, welche die Büsten zweier römischer Caesaren tragen. In allen Fensteröffnungen sitzt schmiedeeisernes Flechtwerk in Form von Weinranken, deren Blätter vergoldet sind. Ein unverputztes Gesims trennt optisch die erste von der zweiten Etage dieses Trakts. Letztere wird an der zum Hof gewandten Nordseite von sechs Kreuzstockfenstern durchbrochen. An der Südseite des Logis stehen die Reste zweier Ecktürme aus dem 16. Jahrhundert. Durch ihre viereckigen, aber unregelmäßigen Grundrisse hatten sie einen bastionsartigen Charakter. Der östliche von ihnen trug die Jahreszahl 1555, ehe er bis auf das Erdgeschoss niedergelegt wurde, der westliche von ihnen stammt vom Ende des 16. Jahrhunderts.

### Inneneinrichtung
Das gesamte Schloss umfasste früher rund 20 Wohnräume. Sechs davon befanden sich im Ostflügel. Sie sind allesamt mit einem eigenen Kamin ausgestattet und besitzen keine Verbindung untereinander, sondern jeweils einen separaten Eingang vom Hof. Als einziger Trakt des Schlosses ist dieser Flügel unterkellert. Sein Tonnengewölbe ruht auf zwölf Halbsäulen an den Längsseiten und einer mittig gelegenen Reihe von sechs Säulen. Der Keller stammt vielleicht aus einer Zeit vor den großen Umbaumaßnahmen unter Claude d’Urfé.
Das Erdgeschoss des Westflügels wurde noch unter Claudes Vater Pierre II. errichtet. Dort lagen die Küche und Wirtschaftsräume. Im Obergeschoss darüber befanden sich von jeher Empfangs- und Wohnräume, ebenso wie im ersten Stock des Logis. Diese betritt der Besucher von der oberen Galerie des Westflügels und gelangt in ein Vestibül, dessen Besonderheit eine tiefe Fensternische mit einem aufwändig gearbeiteten Kreuzrippengewölbe ist. Westlich davon liegt der Raum, der früher die große Bibliothek Claude d’Urfés beherbergte und heute Zimmer Claude d’Urfés (französisch Chambre de Claude d’Urfé) genannt wird. Dort soll Claudes Enkel Honoré d’Urfé seinen berühmten Roman verfasst haben. Das Zimmer besitzt eine üppig dekorierte Balkendecke, deren Bemalung aus Ranken, Medaillons, Amouretten, Palmzweigen und Sirenen von einer Überarbeitung des Raums unter Charles-Emmanuel d’Urfé im 17. Jahrhundert stammt. Davon zeugen sein gemaltes Wappen, das von einer Marquis-Krone begleitet wird, und das Wappen von seiner Frau Marguerite d’Alègre. Das Mobiliar des Raums im Stil des Louis-treize stammt aus dem 17. Jahrhundert. Zwei Tapisserien an den Wänden zeigen Szenen aus L’Astrée. Zwei weitere Wandteppiche dieser Art hängen im sich nördlich anschließenden Großen Salon (französisch Grand Salon). Sie stammen aus Aubusson und wurden nach Vorlagen von Jean-Baptiste Pillement gefertigt. An einer der beiden Stirnseiten hängt ein gemaltes Standporträt Honoré d’Urfés. Es handelt sich dabei um die Kopie eines von Anthonis van Dyck begonnenen Gemäldes.
Die beiden bekanntesten Räume des Schlosses sind seine Kapelle und die daneben liegende Grotte. Beide befinden sich im Erdgeschoss des Logis und nehmen jeweils etwa die Hälfte davon ein. Die 10,6 Meter lange und 3,52 Meter hohe Grotte diente als Vorraum zur Schlosskapelle und war eine der ersten ihrer Art in ganz Frankreich. Zudem ist sie die einzige heute noch in Frankreich erhaltene Grotte aus dem 16. Jahrhundert. Fußboden, Decke und Wände des Raums besitzen ein Dekor aus mythologischen Darstellungen, geometrischen Mustern, Arabesken und Rankenornamenten, die mit farbigem Sand und bunten Kieselsteinen sowie Muscheln gestaltet wurden. Durch korbbogige Arkaden ist die Grotte der Länge nach in zwei Partien geteilt. Die Bögen werden von Pfeilern mit Karyatiden und Atlanten getragen. In einem Bogen hängen Stalaktiten herab. Durch ein unsichtbar integriertes Wasserversorgungssystem ist es möglich, Wasser von den Stalaktiten tropfen zu lassen. Früher standen in den Nischen der Grotte wohl Büsten, doch diese sind im Laufe der Geschichte abhandengekommen. Komplettiert wurde das Skulpturenprogramm einst durch allegorische Statuen der vier Jahreszeiten, heute befindet sich dort nur noch die Marmorstatue des Bacchus, die zuvor im Gartentempel aufgestellt war. Rechts und links von der Tür zur Kapelle in der Westwand finden sich zwischen toskanischen Pilastern zwei Flachreliefs, die menschliche Figuren nach antiken Vorbildern zeigen. Auf der gegenüberliegenden Ostwand, gibt es ein Relief mit der Darstellung Neptuns mit einem Dreizack.
Die Tür in der Westwand führt in die benachbarte Schlosskapelle. Sie zeigt Zeichen der Dreifaltigkeit: drei Stufen, Blumen mit drei Blütenblättern und das Dreieck. Die Kapelle misst 8,13 mal 4,89 Meter und ist 6,90 Meter hoch. Damit nimmt sie in der Höhe auch das erste Obergeschoss des Gebäudes ein. In der Mauerstärke der Südwand liegen ein kleines Oratorium und eine Sakristei. Der untere Bereich der Wände ist frei gelassen, dort war bis in die zweite Hälfte des 19. Jahrhunderts eine kostbare Vertäfelung aus Italien angebracht. Darüber erheben sich kannelierte Pilaster mit korinthischen Kapitellen, die einen dekorativen Gesims tragen. Zwischen den Pilastern hängen Gemälde aus der Werkstatt Gerolamo Siciolantes. Über ihnen, aber noch unter dem Gesims, finden sich hebräische Inschriften in goldenen Buchstaben auf blauem Grund. Über den beiden hohen Kapellenfenstern ist das von den Initialen CIƆ gerahmte Wappen Claude d’Urfés angebracht. Die Initialen findet man auch in der äußerst aufwändig gestalteten Kassettendecke des Kapellengewölbes wieder. Sie besteht aus achteckigen, weiß-goldenen Kassetten, die neben den Initialen Claudes und seiner Frau Jeanne Symbole der Dreifaltigkeit zeigen. Die Schlusssteine des Gewölbes besitzen plane, viereckige Flächen, die goldene Inschriften auf blauem Grund zeigen: „DOMS“ und „MENS SANA IN CORPORE SANO“.

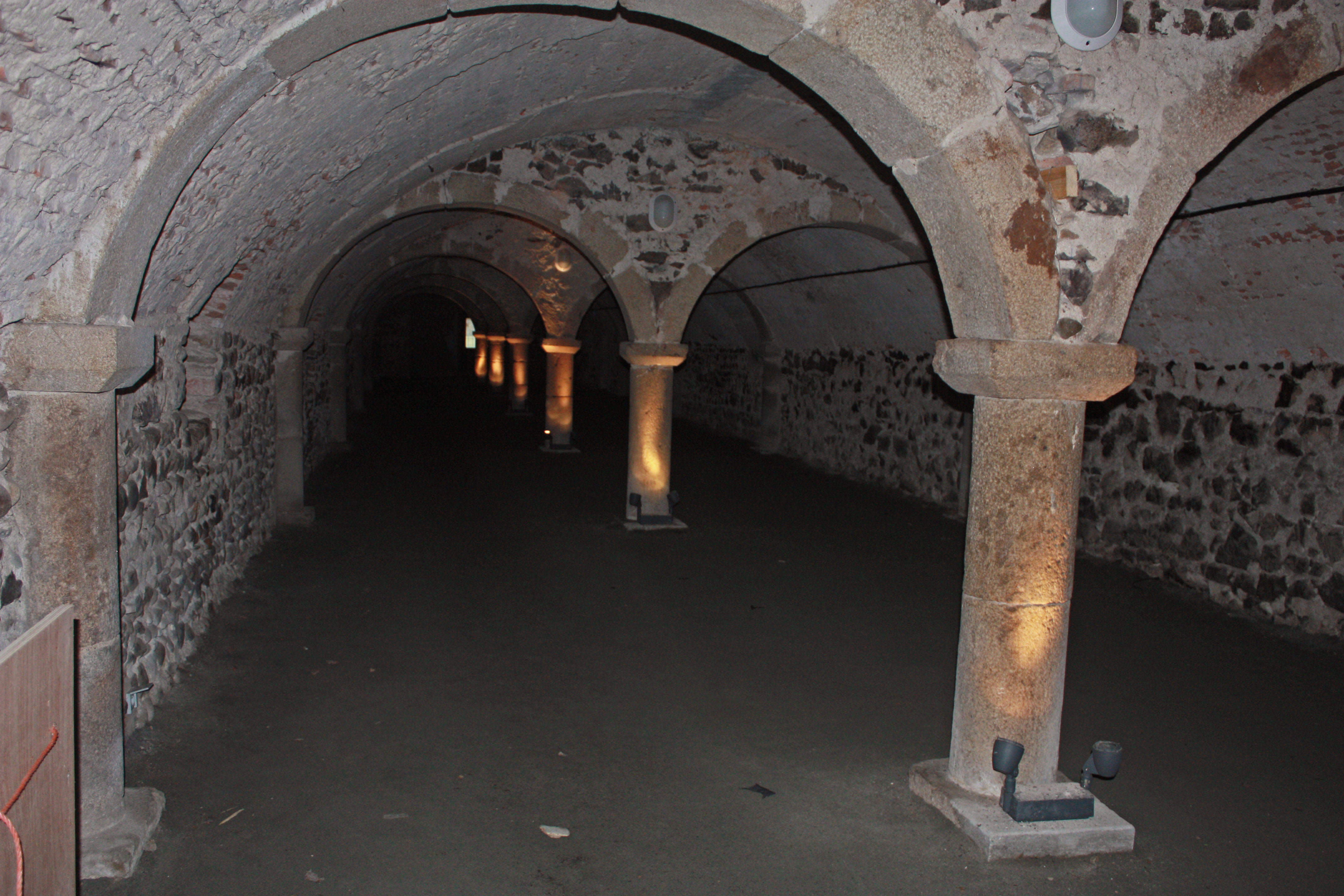
Keller des Ostflügels
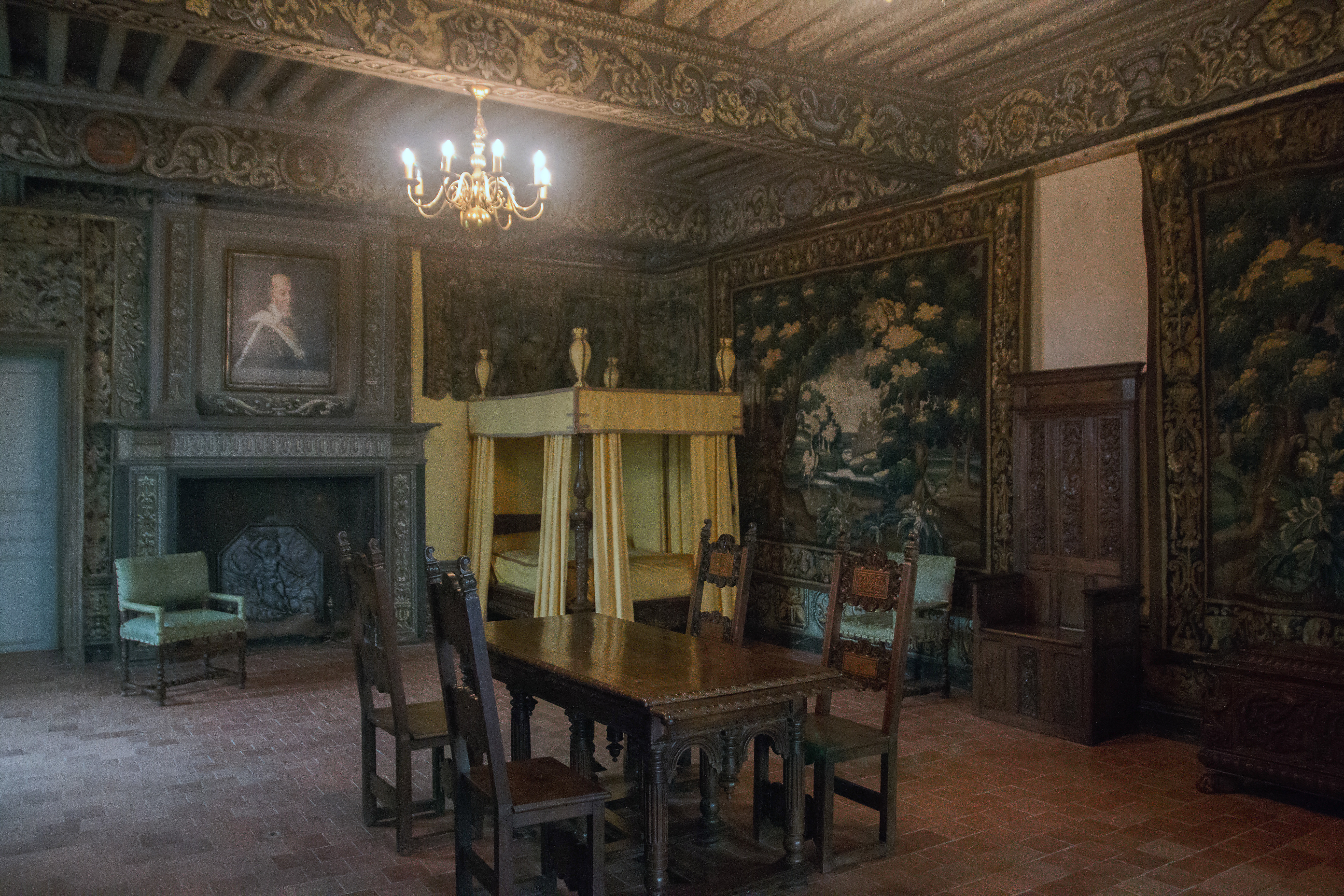
Zimmer Claude d’Urfés
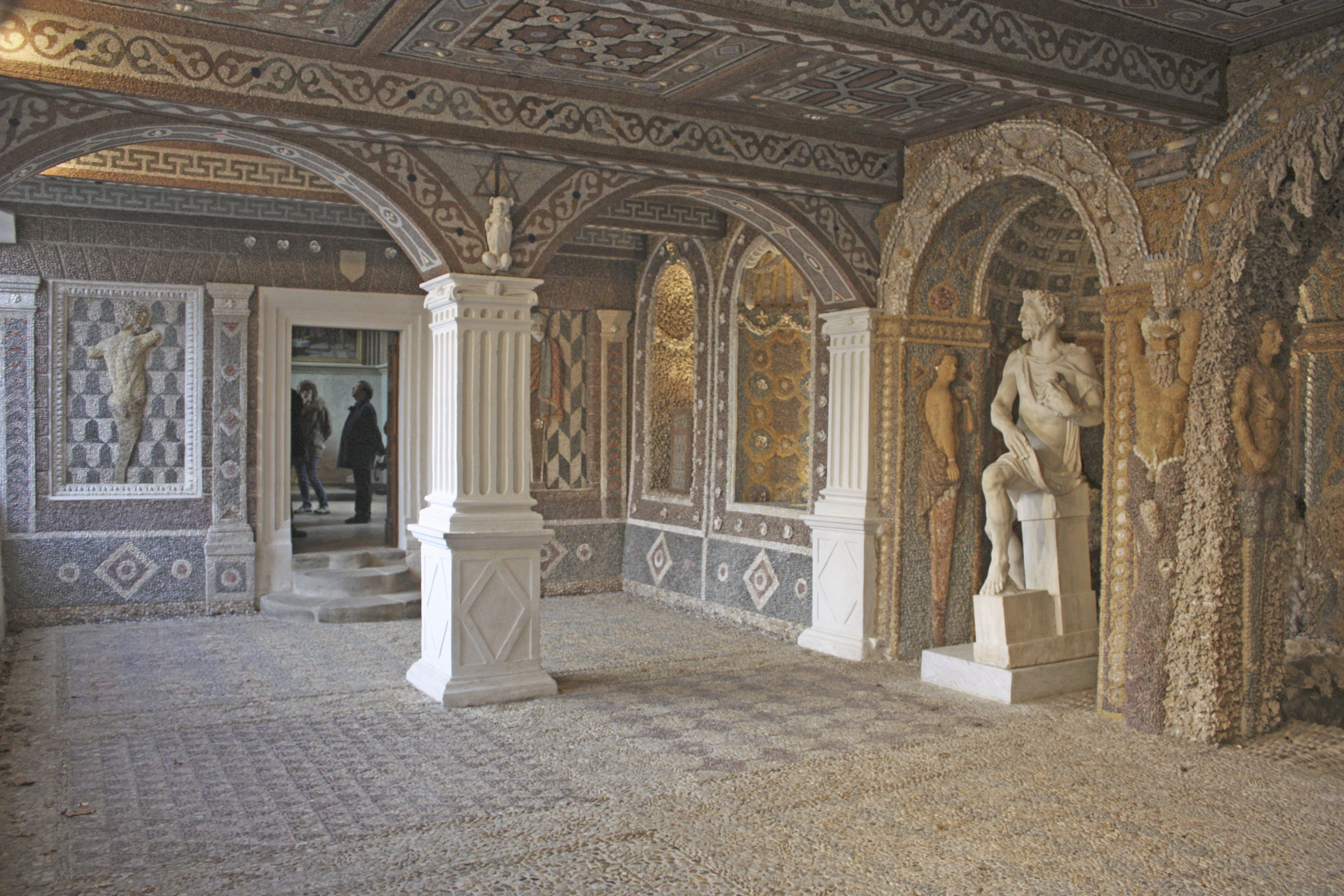
Die Grotte
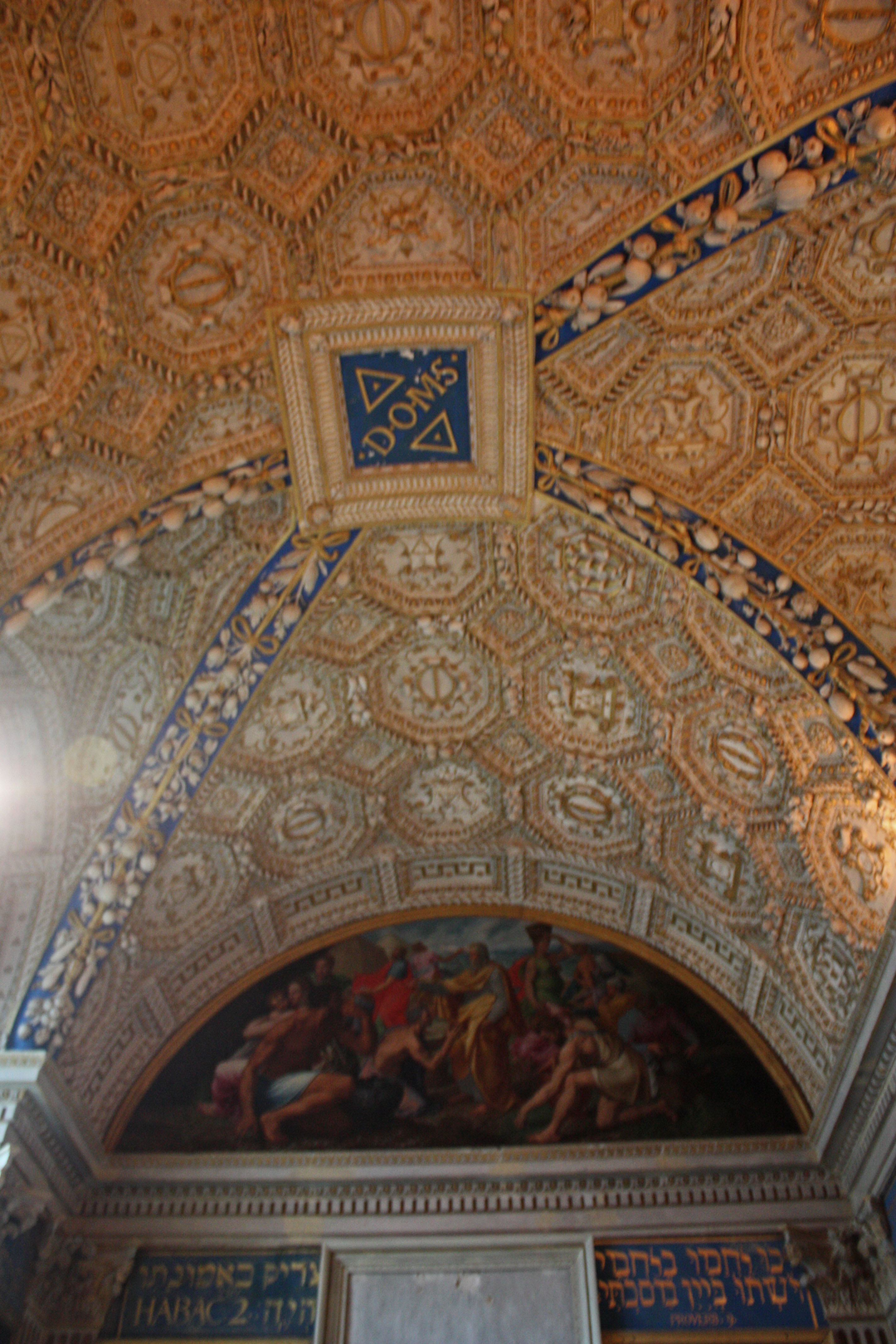
Decke der Kapelle

### Schlossgarten

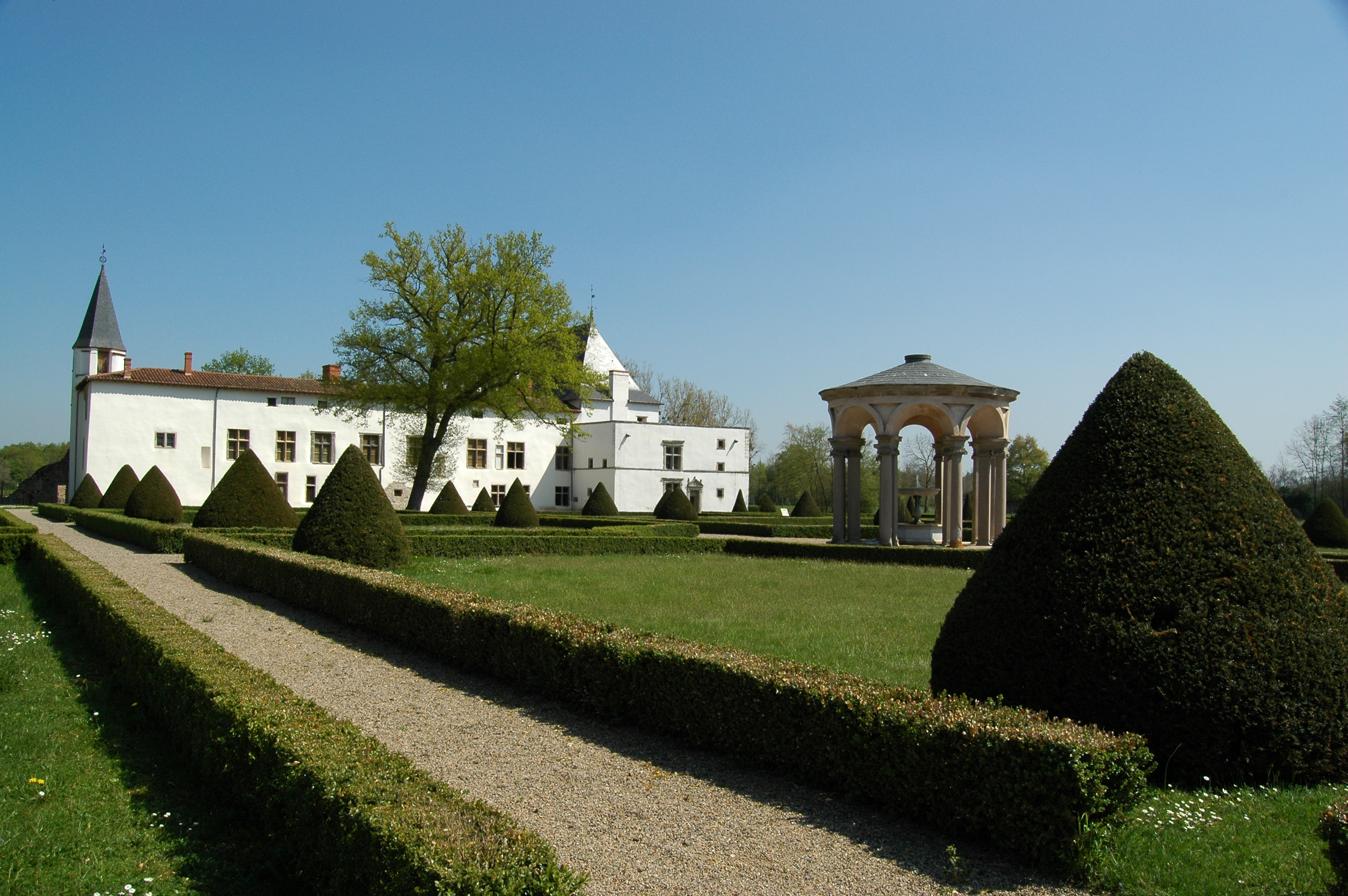
Schlossgarten

Zum Schloss gehört ein 3,2 Hektar großes Gartenareal, das kostenlos für jedermann zugänglich ist. Es liegt westlich und südlich des Hauptschlosses und ist zwischen 1546 und 1558 angelegt worden. Sein Kernstück ist ein aus 16 geometrischen Beeten bestehender Parterregarten mit Buchsbaumeinfassungen und in Form geschnittenen Eiben. Er verkörpert die typischen Merkmale von Renaissancegärten: Symmetrie, Gleichmäßigkeit und Perspektive. In seiner Mitte steht ein runder Gartentempel mit einem Durchmesser von 5,7 Metern und einer Höhe von 4,85 Metern (ohne Dach). In ihm steht ein Springbrunnen aus weißem Marmor. Er wurde aus Einzelstücken wieder zusammengesetzt, die im Schlosskeller gefundenen worden waren. Das flache Kegeldach des Tempels wird von gemauerten Rundbögen getragen, in deren Zwickel Masken aus Terrakotta hingen. Nur noch drei sind davon heute am Tempel vorhanden, eine vierte befindet sich im Keramikmuseum von Lyon. Von den vielen Gartenskulpturen, die einst den Renaissancegarten schmückten, steht heute nur noch eine Perseusstatue aus dem 16. Jahrhundert an ihrem Platz. Südlich des Parterregartens schließt sich eine Rasenfläche mit sternförmigem Wegenetz an. Früher lag an dieser Stelle ein Labyrinth aus Haselnussbäumen mit einem Wasserbassin in der Mitte. Rasenfläche und Parterregarten sind an der Westseite von einer in den Jahren 2009 bis 2011 restaurierten Umfassungsmauer mit Zinnenkranz umgeben. Entlang dieser Mauer verlaufen eine Pergola und ein schmaler Wasserkanal. Südlich des Hauptschlosses liegt heute eine große, nicht strukturierte Rasenfläche, die früher einmal von einem Gemüse- und einem Obstgarten eingenommen wurde.